# 1099
| 1099               |
| ------------------ |
| Dødsfald - Fødsler |
|                    |

| Gregoriansk kalender | 1099 MXCIX              |
| Ab urbe condita      | 1852                    |
| Armensk kalender     | 548 ԹՎ ՇԽԸ              |
| Kinesiske kalender   | 3795 – 3796 戊寅 – 己卯 |
| Etiopisk kalender    | 1091 – 1092             |
| Jødisk kalender      | 4859 – 4860             |
| Hindukalendere       |                         |
| - Vikram Samvat      | 1154 – 1155             |
| - Shaka Samvat       | 1021 – 1022             |
| - Kali Yuga          | 4200 – 4201             |
| Iransk kalender      | 477 – 478               |
| Islamisk kalender    | 492 – 493               |

Konge i Danmark: Erik Ejegod 1095-1103
Se også 1099 (tal)

## Begivenheder
- 15. juli - Under det første korstog erobres Jerusalem
- 12. august - under det første korstog besejrer korsfarerne egypterne ved Ascalon på den palæstinensiske kyst. Slaget anses som det sidste under det første korstog
- 13. august - Pave Paschalis 2. indsættes efter Pave Urban 2., indtil sin død i 1118

## Dødsfald
- 29. juli - Pave Urban 2. fra 1088 dør og efterfølges af Paschalis 2. (født ca. 1035).